# Collettivizzazione in Unione Sovietica

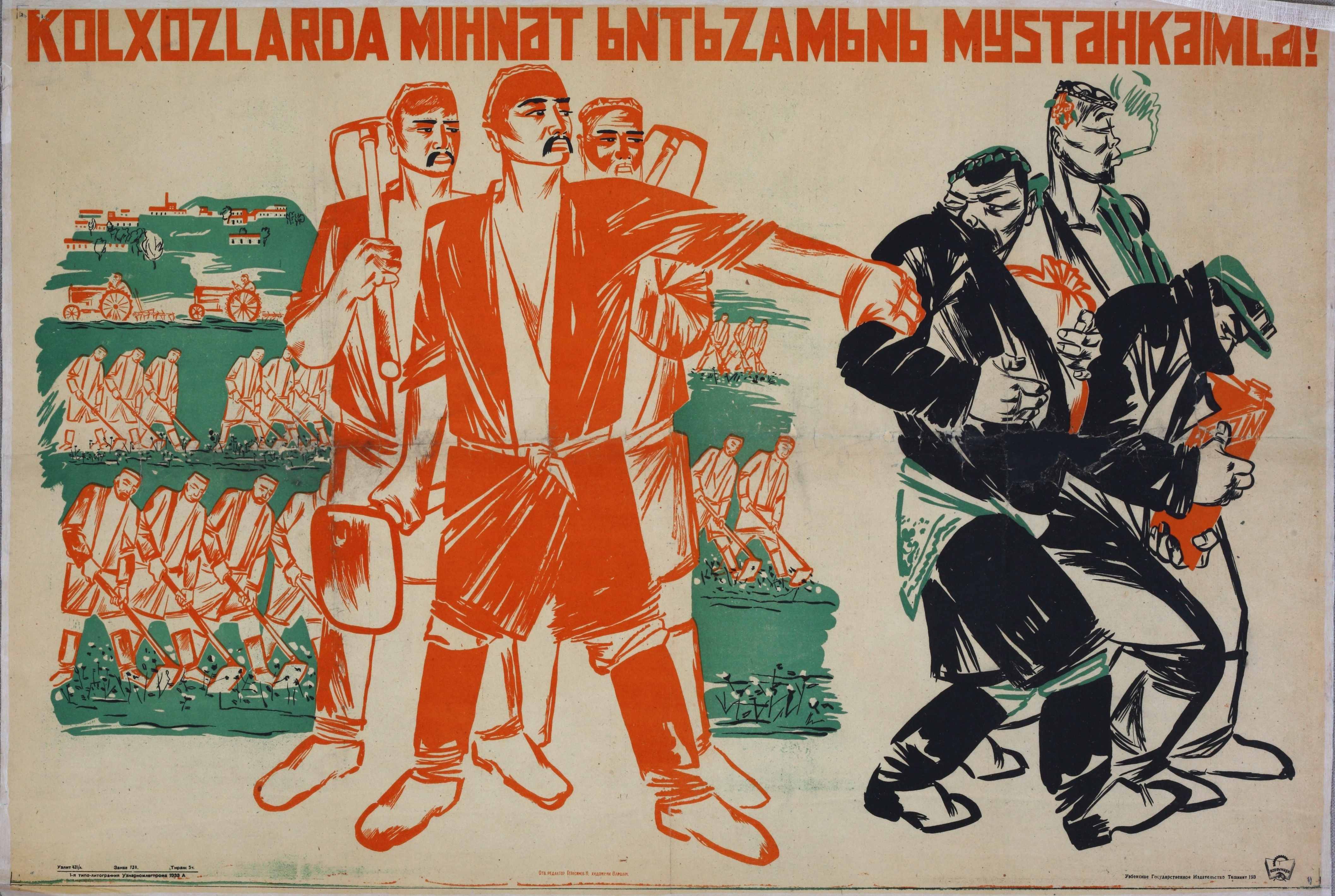
"Disciplina lavorativa rafforzata nelle fattorie collettive" – Un manifesto di propaganda sovietica pubblicato in Azerbaigian, 1933

La collettivizzazione in Unione Sovietica (in russo Коллективизация?, Kollektivizacija) del settore agricolo fu imposta dal governo sovietico tra il 1928 e il 1940 (a ovest, tra il 1948 e il 1952) durante il regime di Iosif Stalin. Avviata nel contesto del primo piano quinquennale, tale politica aveva lo scopo di consolidare gli appezzamenti di terra individuali e il lavoro nelle fattorie collettive, divise principalmente in kolchozy e sovchozy. La leadership sovietica sperava che la sostituzione delle fattorie di singoli contadini con quelle collettive avrebbe potuto aumentare la fornitura di cibo per la popolazione urbana e la disponibilità di materie prime per le industrie e prodotti agricoli destinati all'esportazione. I pianificatori videro nella collettivizzazione la soluzione alla crisi della distribuzione agricola (soprattutto nelle consegne di grano) che si è sviluppata dal 1927. Questo problema divenne più acuto quando l'URSS intensificò il suo ambizioso programma di industrializzazione, comportando una maggior richiesta di produzione alimentare per tenersi al passo della domanda urbana.
Nei primi anni trenta, oltre il 91% del territorio agricolo era stato collettivizzato in seguito all'inclusione nelle fattorie collettive di famiglie contadine con i loro terreni, bestiame, e altre risorse. La collettivizzazione portò a molte carestie, alcune provocate dall'arretratezza tecnologica di allora dell'URSS, ma i critici hanno accusato il governo di azioni deliberate. Il numero di morti stimato dagli esperti è compreso tra i 7 e i 14 milioni.

## Contesto

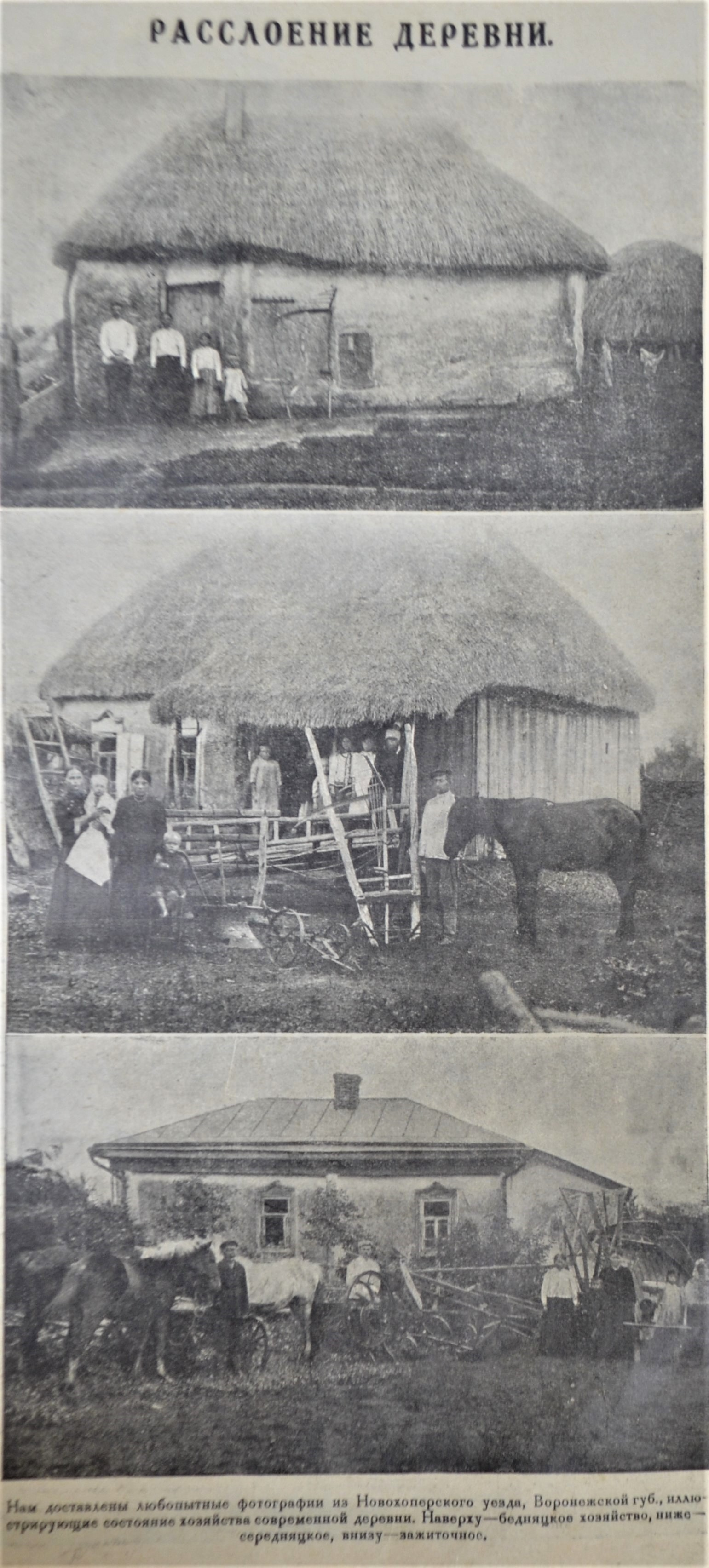
Illustrazione sovietica del 1926 sulle categorie di contadini: -bednjaki, o contadini poveri; -serednjaki, o contadini con reddito medio-kulaki, gli agricoltori con il più alto reddito che possiedono fattorie più grandi della maggior parte dei contadini russi

Dopo la riforma emancipativa del 1861, i contadini ottennero il controllo di circa la metà della terra che avevano precedentemente coltivato, e iniziarono a chiedere la redistribuzione di tutte le terre. Le riforme di Stolypin tra il 1905 e il 1914 diedero degli incentivi per la creazioni di grandi fattorie, ma questi terminarono con la prima guerra mondiale. Il Governo provvisorio russo fece poco sulla questione agricola, sebbene i leader russi avessero continuato a promettere la redistribuzione. I contadini iniziarono a rivoltarsi contro il Governo provvisorio e si organizzarono in comitati terrieri che, assieme alle tradizionali obščina, divennero una potente forza d'opposizione. Quando Lenin tornò in Russia il 16 aprile del 1917, promise al popolo "Pace, terra e pane", dove gli ultimi due apparvero come una promessa ai contadini rispettivamente per la redistribuzione delle terre confiscate e un'equa distribuzione di cibo per tutti i lavoratori. Con il decreto sulla terra l'8 novembre 1917 Lenin effettivamente distribuì la terra ai contadini, e con il metodo distributivo del razionamento mantenne la promessa dell'equa distribuzione. Tuttavia Lenin si accorse presto dell'errore commesso: avendo distribuito la terra in proprietà privata anziché collettivizzarla, fece dei contadini dei suoi nemici nel momento in cui il razionamento necessitava della requisizione del prodotto a essi, soprattutto nel momento in cui avendoli dotati (11 giugno 1918) di libertà di associazione (soviet propri, quindi a difesa dei propri interessi particolari) aprì di conseguenza la necessità di applicare metodi liberticidi allo scopo di reprimere tali interessi particolari esistenti. Durante il periodo cosiddetto "del comunismo di guerra", la politica della Prodrazvyorstka costrinse i contadini a cedere i surplus di prodotti agricoli senza contropartita essendo abolito il denaro (che comunque aveva oramai perduto ogni valore e già non era quasi più utilizzato), e le entrate tributarie vennero sostituite in agricoltura dalle requisizioni eseguite dalle famigerate squadre annonarie e nell'industria e terziario dal servizio di corvée; la libertà di commercio (praticabile col mezzo del baratto) viene inizialmente permessa per poi essere bandita in novembre, mentre quella di impresa (sottoposta alle requisizioni del prodotto) rimane garantita ma è esplicitamente proibito l'utilizzo di manodopera dipendente (limitandola perciò all'artigianato e alla conduzione familiare, tuttavia la violazione di tale regola verrà spesso pragmaticamente "tollerata" in virtù di presunte esigenze produttive nazionali, ma i datori di lavoro saranno marchiati indelebilmente con l'epiteto di parassiti sociali). Difatti subito avviene la prima rivolta contro questo sistema, a Balakovo dove i "kombedy" (ex contadini poveri divenuti proprietari con il "decreto sulla terra") linciano gli esattori bolscevichi; questo tipo di rivolte nel corso dei successivi due anni si susseguiranno una dietro l'altra (in un paese rurale nel quale l'agricoltura era il fondamento) e relativa necessità di reprimerle, coinvolgendo complessivamente alla fine praticamente l'intero territorio russo seppur con cadenze temporali diverse. Quando finì la guerra civile russa, l'economia cambiò con la Nuova politica economica (NEP) e in particolare, la politica della prodnalog o "tassa alimentare" resa possibile dalla reintroduzione del denaro. Questa nuova politica fu creata per ricostruire il morale tra i contadini e aumentare quindi la produzione, ma significò un ritorno al capitalismo, tanto che Stalin successivamente optò per la collettivizzazione pur senza annullare le riforme leniniste della NEP.
Durante la NEP, le comuni pre-esistenti, che periodicamente redistribuivano la terra, fecero poco per incoraggiare i miglioramenti tecnici, e formarono una fonte di potere al di là del governo sovietico. Sebbene la differenza di reddito tra i contadini ricchi e poveri crebbe con la NEP, rimase sempre piccolo, ma i bolscevichi iniziarono a perseguitare i ricchi kulaki, che trattenevano per speculazione i surplus della produzione agricola. L'identificazione chiara di questo gruppo era difficile, dato che solamente l'1% circa dei contadini subordinava dei lavoratori, e l'82% della popolazione nazionale era formata da contadini.
Le piccole percentuali di molti dei contadini risultarono in carenza di cibo nelle città. Nonostante la produzione di grano fosse ritornata ai livelli pre-bellici, le grandi proprietà che produssero per i mercati urbani furono divise. Non interessati nell'acquisto di denaro per comprare beni industriali a prezzi alti, i contadini decisero di consumare i propri prodotti invece di venderli. Di conseguenza, gli abitanti delle città trovarono la metà della quantità di grano disponibile prima della guerra. Prima della rivoluzione, i contadini controllavano solamente 2 100 000 km² di territorio divisi in 16 milioni di proprietà che producevano il 50% del cibo coltivato in Russia, consumando il 60% della produzione totale di cibo. Dopo la rivoluzione, i contadini controllavano 3 140 000 km² divisi in 25 milioni di proprietà, producendo l'85% del cibo ma consumando l'80% di ciò che coltivavano (quindi il 68% del totale nazionale).
Il Partito Comunista dell'Unione Sovietica non apprezzava l'agricoltura privata e vedeva la collettivizzazione come il miglior rimedio al problema. Lenin affermò che "la produzione in piccola scala ha fatto nascere il capitalismo e la borghesia costantemente, ogni giorno, ogni ora, con una forza elementare, e in vaste proporzioni." A parte gli obiettivi ideologici, Stalin desiderava anche avviare un piano di industrializzazione rapida e pesante che richiedeva dei surplus più grandi da trarre dal settore agricolo, per nutrire una crescente forza lavoro e per pagare le importazioni di macchinari (esportando il grano). Gli obiettivi sociali e ideologici potevano essere raggiunti anche tramite la mobilitazione dei contadini in un'impresa economica cooperativa che avrebbe fornito servizi sociali alle persone e rafforzato lo stato.

## Crisi del 1928
Questa maggiore domanda di grano portò alla reintroduzione della requisizione alla quale le aree rurali avevano resistito. Nel 1928 vi era un deficit di grano di 2 milioni di tonnellate acquistate dall'URSS dai mercati vicini. Stalin affermò che il grano era stato prodotto ma anche accumulato dai kulaki, quando in realtà i contadini trattenevano il grano per i prezzi inferiori a quelli di mercato. Invece di alzare i prezzi, il Politburo adottò una misura d'emergenza confiscando 2,5 milioni di tonnellate di grano.
Le requisizioni scoraggiarono i contadini e nel 1928 fu prodotto meno grano, il governo quindi riprese le confische e la maggior parte del grano preso dai contadini medi a quantità sufficienti non era nelle mani dei kulaki. Nel 1929, specialmente dopo l'introduzione del metodo ural-siberiano per l'approvvigionamento del grano, si diffuse ancora di più la resistenza alle confische portando ad alcuni episodi di violenza. Aumentarono inoltre un accumulo massivo (la sepoltura era il metodo più comune) e trasferimenti illegali di grano.
Di fronte al rifiuto di cedere il grano, nel novembre del 1929 il Comitato Centrale del PCUS in sessione plenaria decise di avviare un programma di collettivizzazione a livello nazionale.
Il Commissariato del popolo per l'agricoltura (Narkomzem) propose diverse forme di agricoltura collettiva, distinte secondo la misura in cui la proprietà era tenuta in comune:
- Associazione per la coltivazione congiunta della terra (in russo Товарищество по совместной обработке земли, ТОЗ?, Tovariŝestvo po sovmestnoj obrabotke zemli, TOZ), dove solamente la terra era in uso comune;
- Artel' agricoli (inizialmente liberi, in seguito formalizzati per diventare una base organizzativa dei kolchozy, attraverso Lo statuto standard di un artel' agricolo adottato dal Sovnarkom nel marzo del 1930);
- Comune agricola, con il più alto livello di uso comune delle risorse.

Furono inoltre create varie cooperative per l'elaborazione dei prodotti agricoli.
Nel novembre del 1929, il Comitato Centrale decise di accelerare la collettivizzazione con i kolchoz e i sovchoz. Questo segnò la fine della NEP, che aveva permesso ai contadini di vendere le loro eccedenze su un mercato libero. Stalin trasferì molti kulaki nelle fattorie collettive in luoghi distanti per lavorare nei campi di lavoro agricolo. Molti contadini iniziarono a resistere, spesso armandosi contro gli attivisti inviati dalle città. Come forma di protesta, molti preferirono macellare i loro animali per nutrirsi piuttosto che darli alle fattorie collettive, che subirono una riduzione del bestiame.
La collettivizzazione è stata incoraggiata sin dalla rivoluzione, ma nel 1928, soltanto l'1% circa delle fattorie e delle terre era stato collettivizzato, e nonostante gli sforzi per incoraggiare e forzare la collettivizzazione, l'ottimista primo piano quinquennale prevedeva solo il 15% delle fattorie da gestire collettivamente.

## Inverno 1929–1930

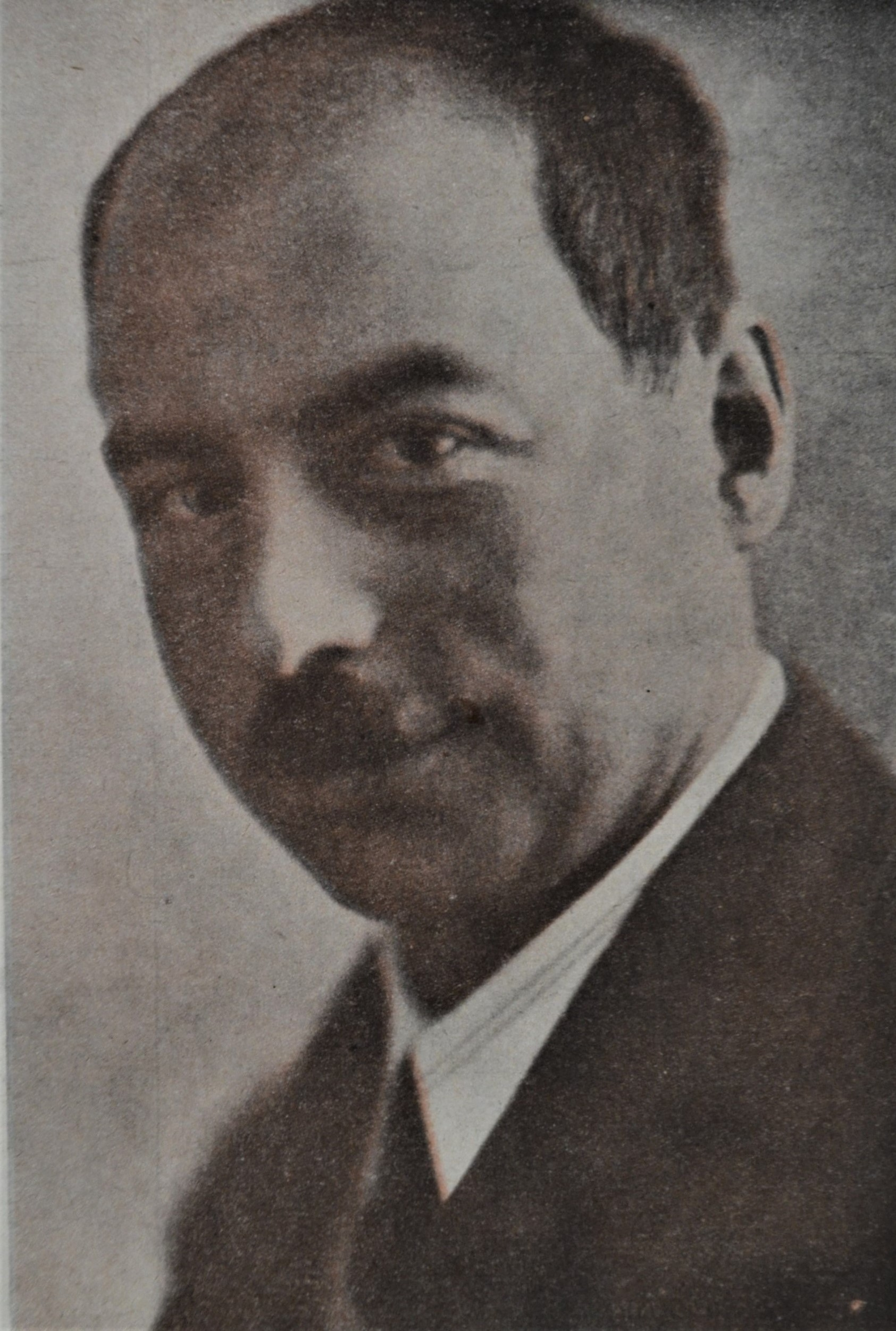
Jakov Arkad'evič Jakovlev, commissario del popolo per l'agricoltura nominato nel 1929

La situazione cambiò rapidamente nell'autunno del 1929 e nell'inverno del 1930. Tra settembre e dicembre del 1929, la collettivizzazione aumentò dal 7,4% al 15%, ma nei primi due mesi del 1930, 11 milioni di famiglie si unirono alle fattorie collettive, portando la percentuale a un totale di quasi il 60%.
Per assistere la collettivizzazione, il PCUS decise di inviare 25.000 operai industriali "socialmente consapevoli" nelle campagne tra il 1929 e il 1933. Questi lavoratori divennero noti come i Dvadcatipjatitysjačniki (in russo Двадцатипятитысячники?, "i venticinque mila"). Le brigate di udarniki furono usate per costringere i contadini recalcitranti a unirsi alle fattorie collettive e per rimuovere coloro che erano stati dichiarati kulaki o loro "agenti".
La collettivizzazione cercò di modernizzare l'agricoltura sovietica, consolidando il territorio in appezzamenti che potevano essere coltivati con attrezzature moderne utilizzando gli ultimi metodi scientifici.. I trattori americani Fordson (chiamati in russo "Фордзон", Fordzon) divennero uno strumento di propaganda a favore della collettivizzazione. Il PCUS, che adottò il piano nel 1929, previde un aumento del 330% per quanto riguarda la produzione industriale, e un aumento del 50% per quella agricola.
I mezzi di produzione (terra, attrezzature, bestiame) dovevano essere "socializzati" o rimossi dal controllo di singole famiglie contadine.
L'agricoltura era destinata a una produzione di massa, dove grandi colonne di macchine lavoravano tra i campi al contrario del lavoro su piccola scala dei contadini.
Tradizionalmente, i contadini curavano il terreno nella forma di numerose strisce sparpagliate in tutti i campi della comunità del villaggio. Con un ordine del 7 gennaio 1930, "tutte le linee dei margini che separano le porzioni di terreno dei membri di un artel' devono essere eliminate e tutti i campi dovranno essere uniti in un singolo terreno di massa." La regola di base che governa il riordino dei terreni vedeva il completamento di tale operazione prima della semina primaverile. I kolchozy furono inizialmente revisionati in grandi organizzazioni slegate dalle precedenti comunità dei villaggi: kolchozy di decine, o centinaia, di migliaia di ettari, furono impostati secondo schemi di gigantomania. Altri piani paralleli prevedevano il trasferimento dei contadini nelle città agricole centralizzate che offrivano servizi moderni.
Tuttavia, tali piani difficilmente potevano essere realizzati con le condizioni socio economiche preesistenti: i kolchozy più grandi furono spesso delle eccezioni, esistenti perlopiù sulla carta, e in ogni caso erano destinati a sparire. I contadini scelsero di rimanere nei loro villaggi tradizionali.

## Vertigine dei successi
Il prezzo della collettivizzazione era così alto che il 2 marzo 1930 la Pravda pubblicò l'articolo di Stalin Vertigine dei successi (in russo Головокружение от успехов?, Golovokruženie ot uspechov) in cui il leader chiamò a un'interruzione temporanea del processo:
Dopo la pubblicazione dell'articolo, la pressione per la collettivizzazione diminuì e i contadini iniziarono ad abbandonare le fattorie collettive. Secondo Martin Kitchen, il numero dei membri calò del 50% nel 1930. Ma in seguito la collettivizzazione venne nuovamente intensificata e nel 1936, circa il 90% dell'agricoltura sovietica era collettivizzata.

## Resistenza dei contadini
In teoria, i contadini senza terra avrebbero dovuto essere i più grandi beneficiari della collettivizzazione, poiché gli avrebbe permesso di ottenere un'equa percentuale per il loro lavoro. Tuttavia, nelle aree rurali non vi erano molti contadini senza terra, data la redistribuzione in massa successiva alla rivoluzione. Per coloro che erano in possesso di una proprietà, la collettivizzazione significava cedere il proprio terreno alle fattorie collettive e vendere la maggior parte dei raccolti allo Stato a prezzi minimi imposti dal governo stesso, generando un'opposizione a tale politica. Inoltre, la collettivizzazione portò a dei rapidi cambiamenti significativi nella vita tradizionale dei contadini nei villaggi, nonostante la lunga tradizione russa del collettivismo negli Obščina. I cambiamenti furono più drammatici in luoghi, come l'Ucraina con le proprie tradizioni agricole, nelle repubbliche sovietiche dell'Asia centrale e nelle steppe Trans-Volga.

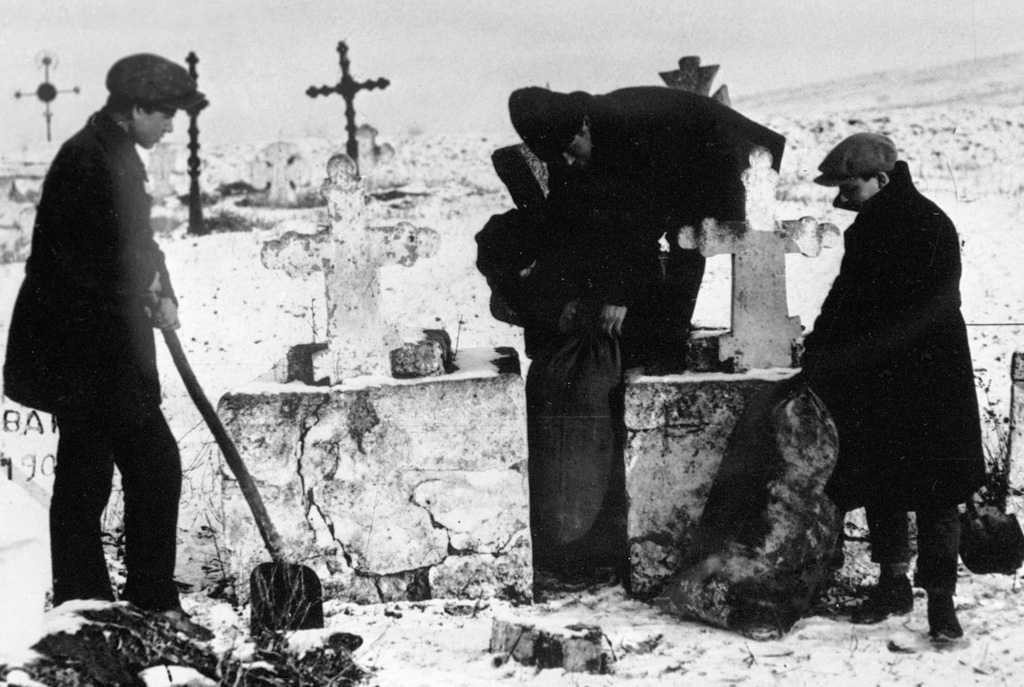
Giovani del Komsomol mentre sequestrano il grano dei kulaki nascosto in un cimitero, RSS Ucraina

Gli agricoltori videro la collettivizzazione come la fine del mondo: nessun mezzo di produzione venne consegnato volontariamente ai kolchoz e la collettivizzazione procedette senza il supporto dei contadini. L'intento era quello di aumentare l'approvvigionamento statale di grano senza dare ai contadini l'opportunità di trattenerlo dal mercato. La collettivizzazione avrebbe incrementato il totale del raccolto e la fornitura di cibo ma i locali erano consapevoli che non ne avrebbero tratto alcun beneficio. I contadini cercarono di protestare pacificamente esprimendosi a riunioni e scrivendo lettere alle autorità centrali, ma quando queste strategie si rivelarono fallimentari, gli agricoltori divennero aggressivi e iniziarono a linciare e uccidere le autorità locali, i leader dei kolchoz e gli attivisti governativi. Altri risposero con atti di sabotaggio, incendiando i raccolti e uccidendo gli animali da lavoro. Secondo le fonti di partito, si verificarono anche alcuni casi di distruzione delle proprietà e attacchi contro ufficiali e membri dei collettivi. Isaac Mazepa, ex primo ministro della Repubblica Popolare Ucraina dal 1919 al 1920, affermò che "la catastrofe del 1932" era il risultato di una "resistenza passiva [...] che mirava alla sistematica frustrazione dei piani bolscevichi per la semina e il raccolto delle messe." Affermò che, "Interi tratti furono lasciati incolti, [...] il 50% [del raccolto] rimase nei campi, e non fu nemmeno raccolto o venne rovinato dalla trebbiatura". Alimentati dalla paura e dall'ansia, si diffusero voci tra i villaggi che spinsero i contadini a compiere questi atti: le dicerie associavano il governo sovietico con l'anticristo, minacciando una fine della tradizionale via agricola, e spingevano i contadini a protestare contro la collettivizzazione.

### Collettivizzazione come "seconda servitù della gleba"
Nei villaggi, circolavano voci riguardo agli effetti disastrosi che avrebbe portato la collettivizzazione, come disordini, fame, carestie e la distruzione di raccolti e la morte del bestiame. Le letture e le reinterpretazioni dei giornali sovietici etichettarono la collettivizzazione come una seconda servitù della gleba. I contadini temevano il ritorno dei vecchi proprietari terrieri e latifondisti e che gli agricoltori unitisi alle fattorie collettive avrebbero affrontato la fame e la carestia. Un altro motivo per cui i contadini credevano che la collettivizzazione fosse una seconda servitù della gleba era l'ingresso forzato nel kolchoz, dal quale gli agricoltori non potevano uscire senza permesso. Anche il livello degli acquisti statali e dei prezzi delle colture rafforzò l'analogia con la servitù della gleba: il governo avrebbe preso la maggior parte delle colture pagandole a prezzi estremamente bassi. Durante gli anni sessanta del XIX secolo i contadini ricevevano una paga minima, ma la collettivizzazione ricordò loro la schiavitù. Per loro, questa "seconda servitù della gleba" divenne l'espressione del tradimento comunista della rivoluzione, che avrebbe dovuto dare ai contadini una maggior libertà e più terre invece che confiscare i loro campi e il loro bestiame per consegnarli alle fattorie collettive.

### Ruolo delle donne nella resistenza
Le donne erano il veicolo principali di pettegolezzi riguardo alla famiglia e alla vita quotidiana. Le paure che la collettivizzazione avrebbe comportato la conversione al socialismo dei bambini, l'asportazione dei capelli delle donne e la condivisione della moglie raggiunsero molte donne, spingendole alla rivolta. Ad esempio, quando venne annunciato che una fattoria collettiva in Crimea sarebbe diventata una comune e che i bambini sarebbero stati resi socialisti, le donne uccisero il loro bestiame. Storie secondo cui i comunisti credevano che i capelli corti offrissero alle donne un aspetto più urbano e industriale, offesero le contadine. Dopo che gli attivisti locali in un villaggio nella Ciscaucasia ebbero effettivamente confiscato tutte le coperte, tra la popolazione si diffuse ancora più paura: la coperta comune significava che tutti gli uomini e le donne avrebbero dormito su un letto lungo settecento metri sotto una coperta lunga settecento metri. Gli storici argomentano che le donne si approfittarono di queste dicerie senza crederci realmente, potendo così attaccare la fattoria collettiva "sotto le spoglie di un'irrazionale protesta non politica". Le donne erano meno vulnerabili alla rappresaglia rispetto agli uomini, e di conseguenza erano in grado di farla franca con più facilità.
Le contadine erano raramente ritenute responsabili delle loro azioni a causa della percezione delle loro proteste da parte dei funzionari. Le donne "bloccavano fisicamente le entrate alle capanne dei contadini che sarebbero stati esiliati come kulaki, con la forza riprendevano i semi e il bestiame socializzati, e guidavano assalti ai funzionari". Spesso, i funzionari scappavano e si nascondevano per permettere ai disordini di fare il loro corso. Quando le donne arrivavano al processo, venivano punite meno duramente rispetto agli uomini, perché le donne, per i funzionari, erano considerate analfabete e le più arretrate tra i contadini. Un caso particolare avvenne in un tumulto scoppiato in un villaggio russo di Belovka, dove i manifestanti picchiarono i membri del soviet locale e incendiarono le loro case. Gli uomini vennero ritenuti esclusivamente i principali colpevoli, mentre le donne furono solamente ammonite senza esser punite. A causa di come venivano percepite, le donne furono in grado di svolgere un ruolo essenziale nella resistenza alla collettivizzazione.

### Persecuzione religiosa

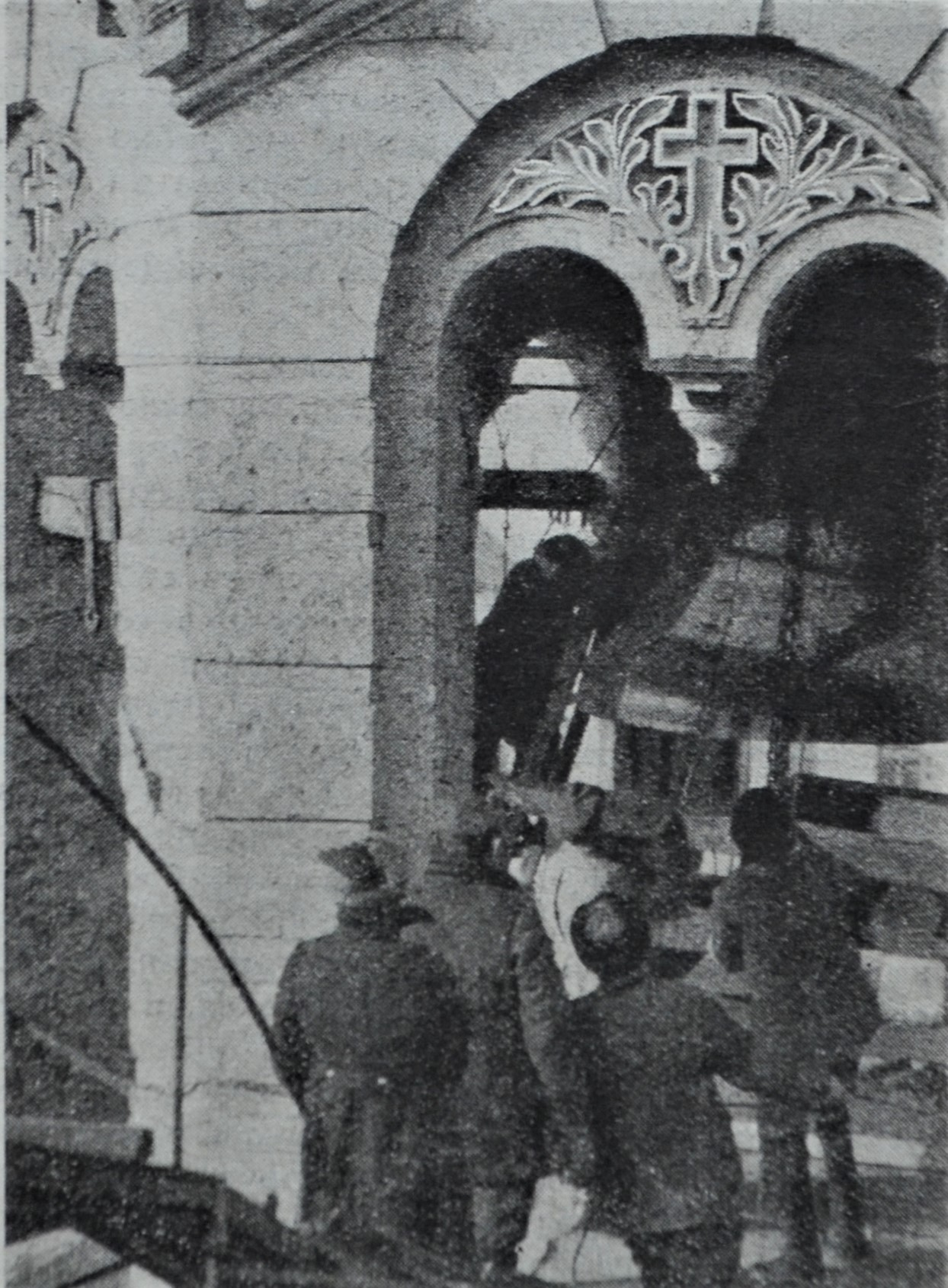
Rimozione della campana dalla Cattedrale di San Vladimiro a Kiev, 1930

La collettivizzazione non si limitò solo alla confisca dei terreni ma portò anche alla chiusura di chiese, alla distruzione di icone e all'arresto di preti. Associando la Chiesa allo zarismo, l'URSS continuò a indebolirla attraverso espropriazioni e repressioni, mentre il governo rimosse il finanziamento statale alla chiesa e alle scuole religiose. I contadini iniziarono ad associare i comunisti con gli atei per i loro attacchi devastanti contro la Chiesa, spingendo così gli agricoltori a manifestare il proprio dissenso. Le rivolte esplosero dopo la chiusura delle chiese a partire dal 1929.
L'identificazione del potere sovietico con l'Anticristo diminuì ulteriormente il supporto dei contadini per il regime. Le voci sulla persecuzione religiosa di diffusero oralmente ma anche attraverso volantini e proclamazioni. I preti predicarono che l'Anticristo era giunto per porre "il segno del diavolo" sui contadini e che lo stato sovietico non prometteva loro una vita migliore ma li stava segnando per l'Inferno. I contadini temevano di esser segnati con il timbro dell'Anticristo se avessero aderito alle fattorie collettive, ritrovandosi davanti alla scelta tra Dio e la fattoria collettiva sovietica: i contadini preferirono quindi resistere alle politiche dello stato. Queste voci sul governo sovietico come l'Anticristo riuscirono a tenere lontano i contadini dallo stato; inoltre, gli attacchi contro la religione e la Chiesa colpirono principalmente le donne poiché loro erano le principali sostenitrici nei villaggi.
Il film La terra (1930) di Aleksandr Petrovič Dovženko mostra degli esempi dello scetticismo dei contadini nei confronti della collettivizzazione, vista come un attacco contro la chiesa.

## Risultati

### Resistenza alla collettivizzazione e conseguenze

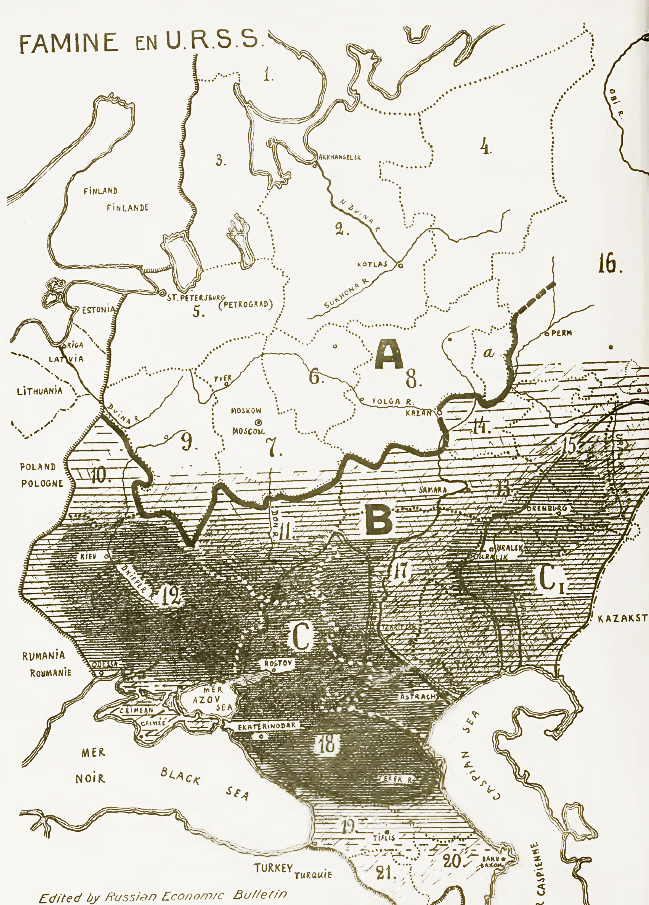
Carestia sovietica del 1932-1933. Le aree maggiormente colpite sono quelle più scure

A causa delle alte quote di produzione del governo, i contadini guadagnavano, di norma, per il loro lavoro meno di quanto ricevevano prima della collettivizzazione, e alcuni si rifiutarono di lavorare. Merle Fainsod stimò che, nel 1952, i guadagni delle fattorie collettive erano solamente un quarto delle entrate in denaro provenienti dagli appezzamenti privati nelle fattorie collettive sovietiche. In molti casi, l'effetto immediato della collettivizzazione era la riduzione della produzione e il dimezzamento del numero di capi di bestiame. La successiva ripresa della produzione agricola fu anche ostacolata dalle perdite subite dall'URSS durante la seconda guerra mondiale e dalla grave siccità del 1946. Tuttavia la più grande perdita di bestiame fu provocata dalla collettivizzazione di tutti gli animali, con l'eccezione dei maiali. Il numero di mucche calò dai 33,2 milioni nel 1928 ai 27,8 milioni nel 1941 fino a 24,6 milioni nel 1950. Il numero di maiali calò dai 27,7 milioni nel 1928 ai 27,5 milioni nel 1941 e dopo a 22,2 milioni nel 1950. Il numero di pecore diminuì dai 114,6 milioni del 1928 ai 91,6 milioni nel 1941 fino a 93,6 milioni nel 1950. Il numero di cavalli passò da 36,1 milioni nel 1928 a 21,0 milioni nel 1941 e a 12,7 milioni nel 1950. Solo verso la fine degli anni cinquanta, il numero del bestiame delle fattorie sovietiche iniziò ad avvicinarsi ai livelli del 1928.
Nonostante i piani iniziali, la collettivizzazione, accompagnata dai cattivi raccolti del 1932 e del 1933, non fu all'altezza delle aspettative. Tra il 1929 e il 1932 ci fu un calo massiccio della produzione agricola con una conseguente carestia nelle campagne. Stalin e il PCUS incolparono i kulaki per aver organizzato la resistenza alla collettivizzazione. Si presumeva che molti kulaki avessero accumulato il grano per speculare sui prezzi più alti, sabotando così la raccolta. Stalin decise quindi di eliminarli come classe, attraverso l'espropriazione, la deportazione e l'esecuzione. L'articolo 107 del codice criminale sovietico (basato su quello della RSFS Russa) costituì il mezzo legale con cui lo Stato poté requisire il grano e altre proprietà.
Il governo sovietico rispose a questi atti tagliando le razioni di cibo ai contadini e alle aree in cui vi era un'opposizione alla collettivizzazione, in particolare nella RSS Ucraina. I contadini che non erano in grado di soddisfare la quota di grano, vennero multati con una quota cinque volte più grande. Se il contadino continuava a ribellarsi, le proprietà e le attrezzature dei contadini sarebbero state confiscate dallo Stato. Se nessuna delle precedenti misure fosse stata efficace, il contadino ribelle sarebbe stato deportato o esiliato. La pratica venne resa legale nel 1929 ai sensi dell'articolo 61 del codice penale. Molte famiglie contadine furono reinsediate con la forza in Siberia e nella RSS Kazaka in insediamenti isolati, e la maggior parte di loro morì per strada. Le stime suggeriscono che circa un milione di famiglie di kulaki, o circa 5 milioni di persone, furono inviate nei gulag.
Il 7 agosto 1932, il "Decreto sulla protezione della proprietà socialista" proclamò la condanna a morte per i ladri dei kolchoz o della proprietà cooperativa, che "sotto estenuanti circostanze" poteva essere sostituita con almeno dieci anni di carcere. Con quella che alcuni chiamarono la "Legge delle spighe" (in russo Закон о колосках?, Zakon o koloskach), i contadini (bambini inclusi) che raccoglievano a mano o racimolavano il grano nei campi collettivi dopo il raccolto venivano arrestati per danno alla produzione statale di grano. Martin Amis scrive in Koba the Dread che nel periodo del cattivo raccolto tra agosto del 1932 e dicembre del 1933, furono approvate 125.000 sentenze per questa particolare offesa.
Durante la carestia sovietica del 1932-1933, è stato stimato che circa 7,8-11 milioni di persone morirono per la fame. Il numero totale di morti (sia diretta sia indiretta) per il programma di collettivizzazione di Stalin era sull'ordine dei 12 milioni. Si dice che nel 1945, durante la Conferenza di Jalta, Stalin confidò a Winston Churchill che 10 milioni di persone erano morte nel corso della collettivizzazione.

### Siberia
Dalla seconda metà del XIX secolo, la Siberia fu una delle principali regioni agricole della Russia, in particolare i suoi territori meridionali (oggi Territorio dell'Altaj, Oblast' di Omsk, Oblast' di Novosibirsk, Oblast' di Kemerovo, Chakassia, Oblast' di Irkutsk). Il programma di reinsediamento di Pëtr Stolypin garantì molte terre agli immigrati provenienti dagli altri paesi dell'Impero, creando una grande percentuale di contadini benestanti e stimolando un rapido sviluppo agricolo negli anni dieci. I commercianti locali esportarono grandi quantità di cereali, farina e burro nella Russia centrale e nell'Europa occidentale.
A maggio del 1931, una risoluzione speciale (classificata come "riservata") del Comitato esecutivo regionale della Siberia Occidentale ordinò l'esproprio della proprietà e la deportazione di 40.000 kulaki in aree "scarsamente popolate o disabitate" nell'Oblast' di Tomsk. La proprietà espropriata venne trasferita ai kolchoz come proprietà collettiva indivisibile e le quote del kolchoz che rappresentavano questo contributo forzato dei deportati furono detenute nel "fondo di collettivizzazione dei contadini poveri e senza terra" (in russo фонд коллективизации бедноты и батрачества?, fond kollektivizacii bednoty i batračestva).
Molti storici, come Lynne Viola, videro tale situazione come una guerra civile dei contadini contro il governo bolscevico e una tentata colonizzazione delle campagne.

### Asia centrale e RSS Kazaka
Nelle aree in cui la principale attività agricola era la pastorizia nomade, la collettivizzazione incontrò una massiccia resistenza, portando a gravi perdite e alla confisca del bestiame. Il bestiame nella RSS Kazaka passò da 7 milioni di bovini a 1,6 milioni e da 22 milioni di pecore a 1,7 milioni. Le restrizioni alla migrazione furono inefficaci e mezzo milione di contadini migrarono verso altre regioni dell'Asia centrale e 1,5 milioni verso la Cina. In patria, un milione di persone morì complessivamente durante la carestia kazaka del 1930-1933. In Mongolia, la collettivizzazione fu abbandonata nel 1932 dopo una perdita di 8 milioni di capi di bestiame.

### RSS Ucraina
La maggior parte degli storici concorda sul fatto che la disgregazione causata dalla collettivizzazione e dalla resistenza dei contadini abbia contribuito in modo significativo alla carestia sovietica del 1932-1933, specialmente nella RSS Ucraina dove tale periodo viene chiamato Holodomor. Durante le carestie simili del 1921-1923, furono organizzate numerose campagne - sia interne sia a livello internazionale - per raccogliere denaro e cibo a sostegno delle popolazioni colpite. Tuttavia, non fu fatto nulla per la siccità del 1932-1933, poiché Stalin fece censurare le informazioni sul disastro. Stalin avviò inoltre una purga dei comunisti ucraini e dell'intelligencija, con effetti devastanti a lungo termine. Molti villaggi ucraini furono isolati e penalizzati con un decreto governativo per un presunto sabotaggio delle scorte di cibo. Oltretutto, venne limitata la migrazione della popolazione dalle aree colpite. In una conversazione con lo scrittore Michail Aleksandrovič Šolochov, Stalin affermò che la carestia era stata causata dall'eccesso degli ufficiali locali del PCUS e dai sabotaggi.

Contadini affamati su una via di Charkiv, 1933

Circa 40 milioni di persone furono colpite dalle carenze di cibo, incluse quelle nelle aree vicino a Mosca dove i tassi di mortalità aumentarono del 50%. Il centro della carestia, tuttavia, fu la RSS Ucraina e le regioni circostanti, incluse quelle del Don, del Kuban', della Ciscaucasia e del Kazakistan dove il bilancio fu di un milione di morti. Le campagne furono più colpite delle città, ma 120.000 morirono a Charkiv, 40.000 a Krasnodar e 20.000 a Stavropol'.
Gli archivi sovietici declassificati mostrano che furono registrati ufficialmente 1,54 milioni di morti in Ucraina per la carestia. Alec Nove sostiene che la registrazione dei decessi cessò in molte aree durante la carestia. Tuttavia, è stato sottolineato che le morti registrate negli archivi fossero sostanzialmente riviste dagli ufficiali demografici. La versione più vecchia dei dati mostrava meno di 600.000 morti in Ucraina rispetto alle statistiche corrette più recenti. Ne Il libro nero del comunismo, gli autori sostengono che il numero di morti era di almeno 4 milioni e che considerano l'Holodomor come "un genocidio del popolo ucraino".

### RSS Lettone
Dopo l'occupazione sovietica della Lettonia, nel giugno del 1940, i nuovi governanti del Paese si trovarono di fronte a un problema: le riforme agricole del periodo tra le due guerre avevano ampliato le posizioni individuali. Le proprietà dei "nemici del popolo" e dei rifugiati, oltre a quelle superiori ai 30 ettari, furono nazionalizzate tra il 1940 e il 1944, ma a coloro che erano ancora senza terra furono dati in seguito lotti di 15 ettari ciascuno. Pertanto, l'agricoltura lettone rimase essenzialmente dipendente dalle piccole proprietà personali, rendendo così difficile una pianificazione centrale. Tra il 1940 e il 1941, il Partito Comunista di Lettonia ripeté più volte che la collettivizzazione non sarebbe avvenuta con la forza, ma piuttosto su base volontaria. Per incoraggiarla, furono imposte tasse elevate e alle nuove fattorie non venne dato più alcun sostegno governativo. Ma dopo il 1945 il partito abbandonò il suo approccio restrittivo poiché anche l'approccio volontario non stava dando risultati. I lettoni erano abituati alle proprietà individuali (viensētas) e per molti agricoltori le terre assegnate loro dalle riforme tra le due guerre furono le prime che le loro famiglie avessero mai posseduto. Inoltre, nelle campagne circolarono molte voci sulla dura vita agricola nelle fattorie collettive.
Le pressioni da Mosca sulla collettivizzazione continuarono e le autorità lettoni cercarono di ridurre il numero di singoli agricoltori (sempre più etichettati come kulaki o budži) attraverso tasse sempre più elevate e requisizioni di prodotti agricoli per uso statale. Il primo kolchoz venne istituito solamente nel novembre del 1946 e nel 1948 erano stati fondati soltanto 617 kolkhoz, integrando 13 814 singole cascine (il 12,6% del totale). Il processo venne giudicato ancora troppo lento e nel marzo del 1949 furono censite meno di 13.000 famiglie di kulaki e un gran numero di singoli contadini. Tra il 24 marzo e il 30 marzo 1949, circa 40 000 persone furono deportate e reinsediate in vari punti in tutta l'Unione Sovietica.
Dopo queste deportazioni, il ritmo della collettivizzazione aumentò quando un gran numero di contadini si precipitò nei kolchoz. Nel giro di due settimane furono fondati 1740 nuovi kolchoz e alla fine del 1950 solo il 4,5% delle fattorie lettoni era rimasto al di fuori delle unità collettivizzate; circa 226 900 fattorie appartenevano ai collettivi, il cui numero era salito a circa 14 700. La vita rurale cambiò quando il lavoro quotidiano degli agricoltori furono dettati da piani, decisioni e quote formulate dal governo centrale e consegnate attraverso una gerarchia intermedia non agricola. I nuovi kolchoz, in particolare quelli più piccoli, erano mal equipaggiati e poveri; all'inizio i contadini venivano pagati una volta all'anno in cibo e poi in contanti, ma i salari erano molto piccoli e a volte gli agricoltori non venivano pagati o finivano per dare i soldi direttamente al kolchoz. Gli agricoltori avevano ancora piccoli pezzi di terra (non più grandi di 0,5 ettari) intorno alle loro case dove coltivavano autonomamente. Insieme alla collettivizzazione, il governo cercò di sradicare la consuetudine di vivere in singole fattorie reintegrando le persone nei villaggi. Tuttavia questo processo fallì a causa della mancanza di fondi dopo che il governo centrale pianificò di spostare anche le case.

## Progresso della collettivizzazione nell'URSS 1927–1940
| Anno | Numero di fattorie collettive | Percentuale di fattore nelle fattorie collettive | Percentuale di area seminata a uso collettivo |
| ---- | ----------------------------- | ------------------------------------------------ | --------------------------------------------- |
| 1927 | 14 800                        | 0,8                                              | -                                             |
| 1928 | 33 300                        | 1,7                                              | 2,3                                           |
| 1929 | 57 000                        | 3,9                                              | 4,9                                           |
| 1930 | 85 900                        | 23,6                                             | 33,6                                          |
| 1931 | 211 100                       | 52,7                                             | 67,8                                          |
| 1932 | 211 100                       | 61,5                                             | 77,7                                          |
| 1933 | 224 500                       | 65,6                                             | 83,1                                          |
| 1934 | 233 300                       | 71.4                                             | 87,4                                          |
| 1935 | 249 400                       | 83,2                                             | 94,1                                          |
| 1936 | -                             | 90,5                                             | 98,2                                          |
| 1937 | 243 700                       | 93,0                                             | 99,1                                          |
| 1938 | 242 400                       | 93,5                                             | 99,8                                          |
| 1939 | 235 300                       | 95,6                                             | -                                             |
| 1940 | 236 900                       | 96,9                                             | 99,8                                          |

I numeri ufficiali per area collettivizzata sono cresciuti nel corso degli anni per via di due fattori tecnici. Innanzitutto, questi numeri ufficiali furono calcolati come la percentuale dell'area seminata nelle fattorie contadine, escludendo l'area coltivata dai sovchozy e da altri utenti agricoli. Le stime basate sull'area totale seminata (comprese le fattorie statali) riducono la quota delle aziende agricole collettive tra il 1935-1940 a circa l'80%. In secondo luogo, gli appezzamenti domestici dei kolchoziani sono state incluse nella base terrestre delle fattorie collettive. Senza i terreni domestici, quelli arabili coltivati collettivamente nel 1940 erano il 96,4% dei terreni nelle fattorie collettive, e non il 99,8% come dimostrato dalle statistiche ufficiali. Considerando che la collettivizzazione fu travolgente e totale tra il 1928 e il 1940, la seguente tabella fornisce diversi numeri (più realistici) sull'entità della collettivizzazione delle aree seminate.
| Utilizzatori                                              | 1928    | 1940    |
| --------------------------------------------------------- | ------- | ------- |
| Tutte le fattorie (da migliaia di ettari)                 | 113 000 | 150 600 |
| Sovchozy                                                  | 1,5%    | 8,8%    |
| Kolchozy                                                  | 1,2%    | 78,8%   |
| Terreni delle famiglie (in fattorie collettive e statali) | 1,1%    | 3,5%    |
| Fattorie dei contadini e di altri                         | 96,2%   | 9,5%    |

## Decollettivizzazione sotto l'occupazione tedesca
Durante la seconda guerra mondiale, Alfred Rosenberg, in veste di Ministro del Reich per i Territori orientali occupati, fece pubblicare una serie di manifesti che annunciavano la fine delle fattorie collettive sovietiche nelle aree dell'URSS sotto il controllo tedesco. Nel febbraio del 1942 emise una legge agraria con la quale annullò tutta la legislazione agricola sovietica e ripristinò le fattorie familiari per coloro che volevano collaborare con gli occupanti. Ma la decollettivizzazione entrò con in conflitto con la crescente domanda della produzione di cibo in tempo di guerra, e Hermann Göring chiese il mantenimento dei kolkhozy e il loro cambio di nome. Hitler in persona ritenne la redistribuzione della terra come "stupida". Alla fine, le autorità occupanti tedesche mantennero la maggior parte dei kolkhozy semplicemente cambiando il loro nome in "fattorie della comunità" (in russo Общинные хозяйства?, Obščinnye chozjajstva, un riferimento alla tradizionale comune russa). La propaganda tedesca descriveva questo come un passo preparatorio verso la dissoluzione finale dei kolchozy in fattorie private, garantite ai contadini che avrebbero fedelmente consegnato le quote di produzione agricola obbligatorie ai tedeschi. Nel 1943, le autorità naziste occupanti avevano convertito il 30% dei kolchozy in "cooperative agricole" promosse dai tedeschi, ma non avevano ancora fatto alcuna conversione delle fattorie private.